# Йордан Недков
Йордан Недков е български учител и революционер, деец на Вътрешната македоно-одринска революционна организация.

## Биография
Недков е роден в 1882 година в Кавадарци, в Османската империя, днес Северна Македония. Учи в българската гимназия в Солун. В 1902 година става член на ВМОРО. Работи като учител и е член на околийския комитет в Кавадарци в 1903 – 1904 година. Става четник при Добри Даскалов в 1904 година. Недков взема участие в похода към Цариград в помощ на младотурците в 1909 година.
На 8 юни 1912 година в Кавадарци Недков е убит от Христо Хаджийорданов по обвинение в шпионство.